# Pseudomallada bibens
Pseudomallada bibens is een insect uit de familie van de gaasvliegen (Chrysopidae), die tot de orde netvleugeligen (Neuroptera) behoort. 
Pseudomallada bibens werd voor het eerst wetenschappelijk beschreven door Hölzel et al. in 1997.